# 奶油芝士
忌廉芝士（英語：cream cheese）是用稀奶油製新鮮軟質芝士的統稱，產地遍佈全球。忌廉芝士質地鬆軟，可直接塗用食物 （例如貝果）上，亦可直接食用。芝士蛋糕亦以此種芝士製作。這種干酪採用巴氏殺菌法處理的鮮牛奶和奶油製成。奶油起司口味適中，質地順滑。